# Clotilde Courau
Pour les articles homonymes, voir Courau et Clotilde de Savoie.
Titre
Épouse du prétendant au trône d’Italie
Depuis le 3 février 2024
(1 an, 6 mois et 1 jour)
Clotilde Courau est une actrice française, née le 3 avril 1969 à Levallois-Perret (Hauts-de-Seine). Par son mariage avec Emmanuel-Philibert de Savoie, prétendant au trône d'Italie, dont elle est séparée depuis 2021, elle est princesse Clotilde de Savoie, duchesse de Savoie et princesse de Venise.

## Biographie

### Jeunesse et révélation (années 1980-1990)
Clotilde Courau est la fille aînée de Jean-Claude Courau, ingénieur, et de Catherine du Pontavice des Renardières, professeure des écoles dans les Hauts-de-Seine. Elle passe son enfance avec ses parents et ses trois sœurs, Christine, Camille et Capucine, entre Paris, l'Égypte et le Bénin.

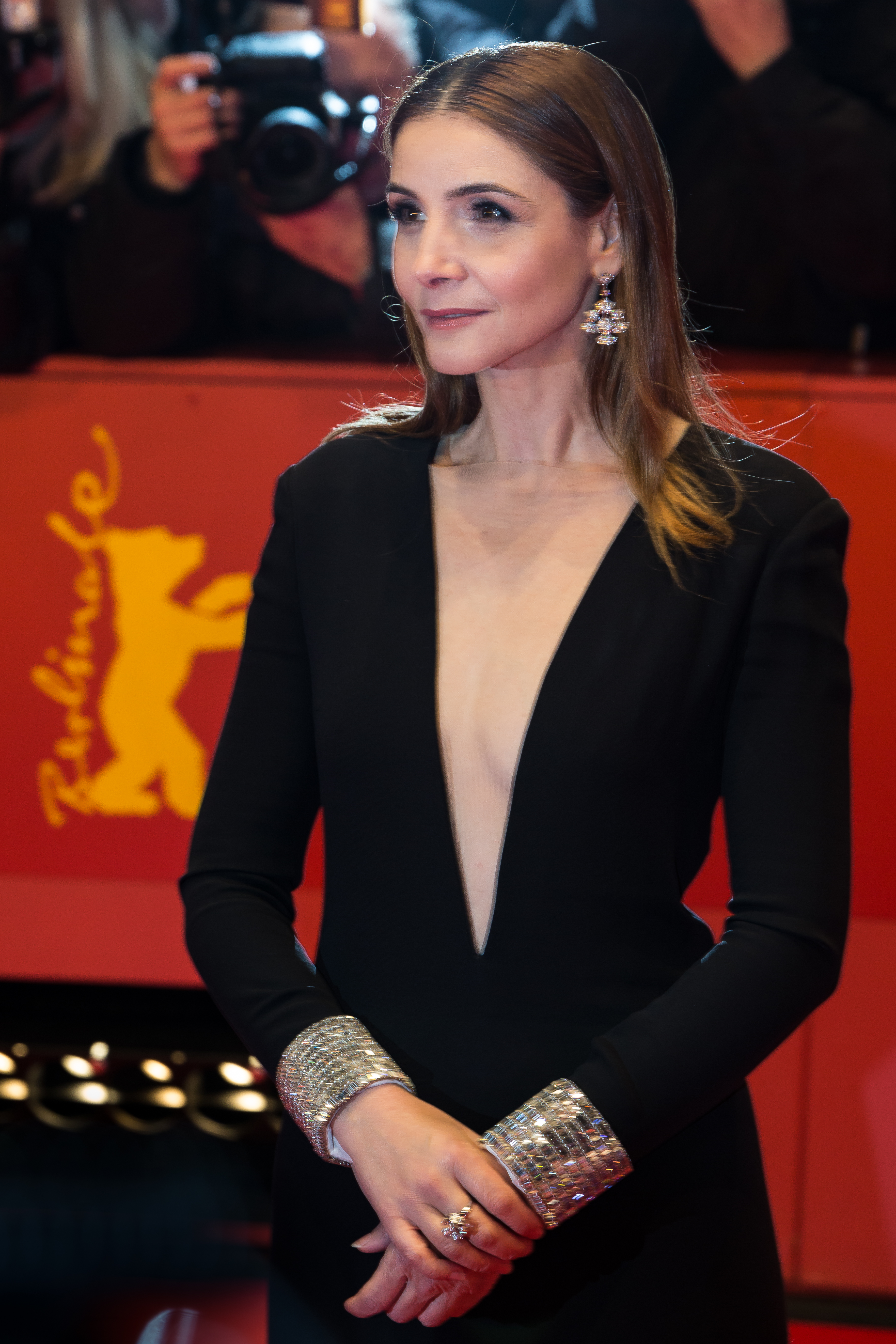
Clotilde Courau en 2017.

En 1985, âgée de 16 ans, elle abandonne ses études et décide de devenir comédienne. Elle s'inscrit au cours Simon, au cours Florent, à l'école de la rue Blanche (École nationale supérieure des arts et techniques du théâtre, ENSATT), ainsi qu'à l'Atelier international de théâtre à Paris, tout en travaillant et débute au théâtre dans la compagnie Francis Huster aux côtés, notamment, de Cristiana Reali, Valentine Varela, Valérie Crunchant, Estelle Skornik, et Olivier Martinez.
En 1990, elle fait ses premiers pas au cinéma avec Le Petit Criminel de Jacques Doillon, pour lequel elle est récompensée du prix de la meilleure actrice au Festival international du film de Berlin (Berlinale) et une nomination pour le César du meilleur espoir féminin.
En 1995, elle tourne dans Élisa de Jean Becker et reçoit le prix de la Société des auteurs et compositeurs dramatiques (prix de la SACD), ainsi que deux nominations pour les César du cinéma (meilleur espoir féminin et meilleure actrice dans un second rôle).
Elle reçoit en 1995 le prix Suzanne-Bianchetti (jeune actrice la plus prometteuse) et en mars 2000 le prix Romy-Schneider (meilleur espoir féminin du cinéma français).
Elle continue sa carrière d'actrice et de comédienne entre l'Italie et la France.

### Raréfaction et télévision (années 2000-2010)
L'année 2002 est particulièrement riche : elle est à l'affiche de l'adaptation Le Nouveau Jean-Claude, de Didier Tronchet ; fait partie des distributions chorales des comédies Embrassez qui vous voudrez, de Michel Blanc et Un monde presque paisible, de Michel Deville ; s'aventure dans le thriller d'action pour La Mentale, de Manuel Boursinhac ; et enfin participe à la première réalisation de Guillaume Canet, la satire Mon idole.
L'année 2003 marque en revanche un net ralentissement de sa carrière d'actrice. Elle est moins sollicitée par le cinéma, et se concentre sur la télévision, et le théâtre.
En 2003, elle tient le premier rôle du mélodrame Les Beaux Jours, de Jean-Pierre Sinapi. En 2005, elle participe à l'acclamé téléfilm historique Nuit noire, 17 octobre 1961, d'Alain Tasma et à l'adaptation La Dame aux camélias, de Lodovico Gasparini.
En 2006, elle évolue dans le feuilleton italien Mafalda di Savoia, de Maurizio Zaccaro ; et en 2007, revient enfin au cinéma français en évoluant dans le biopic La Môme, d'Olivier Dahan.
En 2008, elle est au casting de l'originale comédie romantique musicale Modern Love, écrite et réalisée par Stéphane Kazandjian. Côté télévision, elle participe à un épisode de la série Chez Maupassant, La Chambre 11.
En 2009, elle partage l'affiche de la romance Des mots d’amour, téléfilm de Christian Bourguignon. Le 8 juin 2010, elle annonce dans les colonnes du Parisien qu'elle sera meneuse de revue au Crazy Horse du 19 au 29 septembre 2010.
L'année 2011 est encore plus diversifiée : au cinéma, elle est à l'affiche de la comédie Tous les soleils, écrite et réalisée par Philippe Claudel ; à la télévision, elle participe à six épisodes de la première saison de la série Platane, menée par Éric Judor. Enfin, elle s'engage dans un projet musical en devenant chanteuse-interprète des textes de Bertrand Soulier et en travaillant sa voix avec Alain Larroue, se produisant notamment au festival Muzik'Elles de Meaux.[réf. nécessaire][Quand ?]
En 2013, elle revient dans une autre série, La Source, thriller développé par Xavier Durringer. En 2014, elle participe à la très populaire comédie potache Babysitting, de Philippe Lacheau.
En 2015, elle se tient au cinéma : en jouant dans le drame L'Échappée belle, écrit et réalisé par Émilie Cherpitel ; puis en revenant enfin en tête d'affiche, avec le drame, L'Ombre des femmes, dirigé par Philippe Garrel.
La réalisatrice Marie-Castille Mention-Schaar lui propose successivement deux personnages dans l'émotion, un plus grave dans Le ciel attendra (2016), et un plus léger dans La Fête des mères (2018).
En 2020, elle rejoint le casting de la série Peur sur le lac sur TF1. Elle tient le rôle de Claude Berteuil.
Le cinéma lui offre ensuite une série de beaux seconds rôles chez Rebecca Zlotowski (Une fille facile), Paul Verhoeven (Benedetta) ou Catherine Breillat (L'été dernier), tout comme à la télévision chez Hafsia Herzi (La Cour).
Elle retrouve les planches avec succès, sous la direction de Ladislas Chollat, successivement pour Une situation délicate d'Alan Ayckbourn, de Paris en tournée (2022-2024), et pour La Vérité de Florian Zeller en 2025 à Paris.
Elle est membre du collectif 50/50 qui a pour but de promouvoir l’égalité des femmes et des hommes et la diversité dans le cinéma et l’audiovisuel,.

### Engagements
En septembre 2018, à la suite de la démission de Nicolas Hulot, elle cosigne avec Juliette Binoche une tribune contre le réchauffement climatique intitulée « Le plus grand défi de l'histoire de l'humanité », qui parait en une du journal Le Monde, avec pour titre L'appel de 200 personnalités pour sauver la planète.
En mars 2023, elle cosigne une autre tribune contre le projet de réforme des retraites en France, adressée au chef de l’État, pour demander le retrait immédiat du projet, considéré comme « injuste, inefficace, touchant plus durement les plus précaires et les femmes ».
Depuis 2020, elle est engagée aux côtés de la Fondation pour la recherche médicale (FRM) pour mobiliser le grand public aux enjeux de la recherche sur les maladies psychiatriques,.

### Vie privée avant le mariage
Après leur rencontre en 1997 sur le tournage de Marthe, Clotilde Courau a partagé pendant plusieurs mois la vie de l'acteur Guillaume Depardieu.

### Mariage princier
Le 25 septembre 2003, Clotilde Courau épouse Emmanuel-Philibert de Savoie à la basilique Sainte-Marie-des-Anges-et-des-Martyrs à Rome, devant 1 200 invités. La cérémonie est retransmise à la télévision. À 34 ans, l'actrice française devient princesse de Piémont et de Venise, avec le prédicat d'altesse royale.
Le couple donne naissance à deux filles, portant le prédicat d'altesse royale, pour leur appartenance à la maison de Savoie :
- la princesse Vittoria Cristina Chiara Adelaide Maria de Savoie, princesse de Carignan, marquise d'Ivrée (née le 28 décembre 2003 à Genève, Suisse) ;
- la princesse Luisa Giovanna Bianca Agata Gavina Maria de Savoie, princesse de Chieri, comtesse de Salemi (née le 16 août 2006 à Genève, Suisse).

Le 15 mars 2025, Emmanuel-Philibert de Savoie annonce dans une interview au Corriere della Sera que le couple est séparé depuis 2021.

## Titulature
Les titres portés actuellement par les membres de la maison de Savoie n’ont pas d’existence juridique en Italie et sont considérés comme des titres de courtoisie. Ils sont attribués par le chef de maison.
- 25 septembre 2003 - 3 février 2024 : Son Altesse Royale la princesse Clotilde de Savoie, princesse de Piémont et de Venise (mariage) ;
- depuis le 3 février 2024 : Son Altesse Royale la duchesse de Savoie, princesse de Piémont et de Venise.

## La rose «Clotilde Courau»
En 2009, une nouvelle rose, création de Fabien Ducher, est baptisée en son honneur. La rose « Clotilde Courau » est dévoilée le 15 juin 2009 lors du dixième anniversaire des Jardins de l'Imaginaire à Terrasson. En sa qualité de marraine de l'association Dessine-moi un mouton, l'actrice dédie la rose à cette association, qui perçoit donc un pourcentage sur les ventes,.

## Filmographie

### Cinéma
- 1990 : Le Petit Criminel de Jacques Doillon : Nathalie (Stéphanie)
- 1993 : Polski Crash de Kaspar Heidelbach : Alina Suchecka
- 1993 : Cœur de métisse (Map of the Human Heart) de Vincent Ward : Rainee
- 1993 : The Pickle de Paul Mazursky : Françoise
- 1995 : Ugly Meets the People de Robert Sobul : la fille
- 1995 : Tom est tout seul de Fabien Onteniente : Marion
- 1995 : Élisa de Jean Becker : Solange
- 1995 : L'Appât de Bertrand Tavernier : Patricia
- 1996 : Les Grands Ducs de Patrice Leconte : Juliette
- 1997 : Fred de Pierre Jolivet : Lisa
- 1997 : Marthe de Jean-Loup Hubert : Marthe
- 1998 : Hors jeu de Karim Dridi : Clotilde Courau
- 1998 : Le Poulpe de Guillaume Nicloux : Cheryl
- 1999 : Milk de William Brookfield : Ilaria
- 1999 : Situation critique (Deterrence) de Rod Lurie : Katie
- 2000 : En face de Mathias Ledoux : Michelle
- 2000 : La Parenthèse enchantée de Michel Spinosa : Alice
- 2000 : Promenons-nous dans les bois de Lionel Delplanque : Sophie
- 2000 : Exit d'Olivier Megaton : Pearl / la journaliste
- 2002 : Le Nouveau Jean-Claude de Tronchet : Marianna
- 2002 : Embrassez qui vous voudrez de Michel Blanc : Julie
- 2002 : Un monde presque paisible de Michel Deville : Simone
- 2002 : La Mentale de Manuel Boursinhac : Nina
- 2002 : Mon idole de Guillaume Canet : Fabienne
- 2007 : La Môme d'Olivier Dahan : Anetta
- 2008 : Modern Love de Stéphane Kazandjian : Marie
- 2011 : Tous les soleils de Philippe Claudel : Florence
- 2013 : Des gens qui s'embrassent de Danièle Thompson : elle-même (apparition)
- 2014 : Babysitting de Philippe Lacheau : Madame Schaudel
- 2015 : L'Échappée belle d'Émilie Cherpitel : Lucie
- 2015 : L'Ombre des femmes de Philippe Garrel : Manon
- 2016 : Le Ciel attendra de Marie-Castille Mention-Schaar : Sylvie
- 2018 : La Fête des mères de Marie-Castille Mention-Schaar : Daphné
- 2019 : Une fille facile de Rebecca Zlotowski : Calypso
- 2020 : Le Poète et le Dictateur (Il cattivo poeta) de Gianluca Jodice : Amélie Mazoyer
- 2021 : Les Héroïques de Maxime Roy : Hélène, l'ex de Michel
- 2021 : Benedetta de Paul Verhoeven : Midea Carlini
- 2021 : Haute Couture de Sylvie Ohayon : Mumu, la mère de Jade
- 2022 : Le Médecin imaginaire d'Ahmed Hamidi : Julie
- 2023 : L'Été dernier de Catherine Breillat : Mina
- 2023 : Le Théorème de Marguerite d'Anna Novion : Suzanne
- 2023 : Nouveau Départ de Philippe Lefebvre : Jeanne
- 2024 : Barbès, Little Algérie de François Hassan Guerrar : Laure
- 2024 : Neuilly-Poissy de Grégory Boutboul : la directrice de la prison
- 2025 : L'amour, c'est surcoté de Mourad Winter : la thérapeute
- 2025 : Le Lac de Fabrice Aragno : Anna
- 2025 : Love Me Tender d'Anna Cazenave Cambet : rôle coupé au montage

### Télévision
- 1988 : Civilisations de Patrick Meunier (mini série) : Elyssa
- 1995 : La Fidèle infidèle de Jean-Louis Benoît (téléfilm) : Cécile
- 1997 : Une leçon particulière d'Yves Boisset (téléfilm) : Julie
- 1998 : Bob le magnifique de Marc Angelo (téléfilm) : Christine/Christina
- 2003 : Caméra café d'Yvan Le Bolloc'h, Bruno Solo et Alain Kappauf, épisode Gisèle (série tv) : Gisèle
- 2003 : Les Beaux Jours de Jean-Pierre Sinapi (téléfilm) : Gaby
- 2005 : Nuit noire, 17 octobre 1961 d'Alain Tasma (téléfilm) : Sabine
- 2005 : La Dame aux camélias (La Signora delle camelie) de Lodovico Gasparini (téléfilm)
- 2006 : Mafalda di Savoia de Maurizio Zaccaro (téléfilm) : Jeanne de Savoie (Giovanna di Savoia)
- 2008 : La Chambre 11 de Jacques Santamaria, collection Chez Maupassant) (série tv) : Clarisse / Maguerite
- 2009 : Histoires de vies (série tv) : Des mots d’amour de Christian Bourguignon : Alice Andrézy
- 2010 : Le Royaume partagé ou L'histoire des États de Savoie de Pascal Bellemin-Bertaz et Didier Bouillot (documentaire)
- 2011 : Platane d'Éric Judor et Denis Imbert (série tv) : Clotilde Courau
- 2013 : La Source de Xavier Durringer (série tv) : Claire Perrini
- 2016 : The Collection créée par Oliver Goldstick, épisode The Betrayal de Dan Zeff (série tv) : Régine
- 2017 : Le Viol d'Alain Tasma (téléfilm) : Gisèle Halimi
- 2020 : Peur sur le lac (mini-série) de Jérôme Cornuau : Claude Berteuil[13]
- 2021 : L'Absente (mini-série) de Karim Ouaret : Hélène Masson
- 2021-2022 : Rebecca (mini-série) de Didier Le Pêcheur : Laura Portier
- 2022 : La Cour d'Hafsia Herzi (téléfilm) : Laurence, la directrice

## Théâtre
- 1988 : L'Avare de Molière, mise en scène Pierre Franck, Théâtre de l'Atelier, Paris
- 1988 : Lorenzaccio d'Alfred de Musset, mise en scène Francis Huster, Théâtre Renaud-Barrault, Paris
- 1989 : The Slip of the Tongue de Dusty Hughes, mise en scène Simon Stokes, Chicago, Londres
- 1990 : Hamlet-machine d'Heiner Müller, mise en scène Jean Jourdheuil, Théâtre de Bobigny
- 1995 : L'Importance d'être Constant d'Oscar Wilde, mise scène Jérôme Savary, Théâtre national de Chaillot, Paris
- 2000-2001 : Irma la Douce, comédie musicale d'Alexandre Breffort, mise en scène Jérôme Savary, Théâtre national de Chaillot
- 2001-2002 : Irma la Douce, comédie musicale d'Alexandre Breffort, mise en scène Jérôme Savary, Opéra-Comique, Paris
- 2004 : La Profession de Madame Warren de George Bernard Shaw, mise en scène Michel Fagadau, Comédie des Champs-Élysées, Paris
- 2006 : Le Chanteur de Mexico opérette de Francis Lopez, Théâtre du Châtelet, Paris
- 2008 : Faisons un rêve de Sacha Guitry, mise en scène Bernard Murat, Théâtre Édouard-VII, Paris
- 2010 : Les Nuits d'une demoiselle, meneuse de revue au Crazy Horse, Paris
- 2012 : Amoureuse et rebelle, d'après les lettres d'Édith Piaf, Théâtre des Mathurins, Paris
- 2013 : Piaf, l'être intime, d'après les lettres d'Édith Piaf, Hall de la chanson, Paris, Strasbourg, Maisons-Laffitte, Colomiers, Lattes, Montrond-les-Bains, Nancy, Vichy
- 2014 : Piaf, l'être intime, d'après les lettres d'Édith Piaf, Théâtre de l'Œuvre, Le Café de la Danse, Paris
- 2016 : Piaf, l'être intime, d'après les lettres d'Édith Piaf, Le Café de la Danse, tournée
- 2016 : D'après une histoire vraie de Delphine de Vigan, lecture, 3e édition du festival Culturissimo, La Halle aux grains, Bayeux, Centre culturel et des congrès André-Grosjean d'Aix-les-Bains
- 2016 : Textes d'Annie Ernaux, Jean-Marc Roberts et Philippe Claudel, lecture avec Philippe Claudel, 38e session de Le Livre sur la place, Nancy
- 2017 : Chronique d'une mort annoncée de Gabriel Garcia Marquez, lecture, festival « Le Goût des autres », Le Havre
- 2017 : Piaf, l'être intime, d'après les lettres d'Édith Piaf, tournée
- 2019 : Les Justes d'Albert Camus, mise en scène d'Abd al Malik, Théâtre du Châtelet
- 2022 : Une situation délicate d'Alan Ayckbourn, mise en scène Ladislas Chollat, Théâtre des Nouveautés, Paris
- 2023 : Une situation délicate d'Alan Ayckbourn, mise en scène Ladislas Chollat, tournée
- 2024 : Une situation délicate d'Alan Ayckbourn, mise en scène Ladislas Chollat, Théâtre des Nouveautés, Paris (reprise)
- 2025 : La Vérité de Florian Zeller, mise en scène Ladislas Chollat, Théâtre Edouard-VII, Paris

## Distinctions

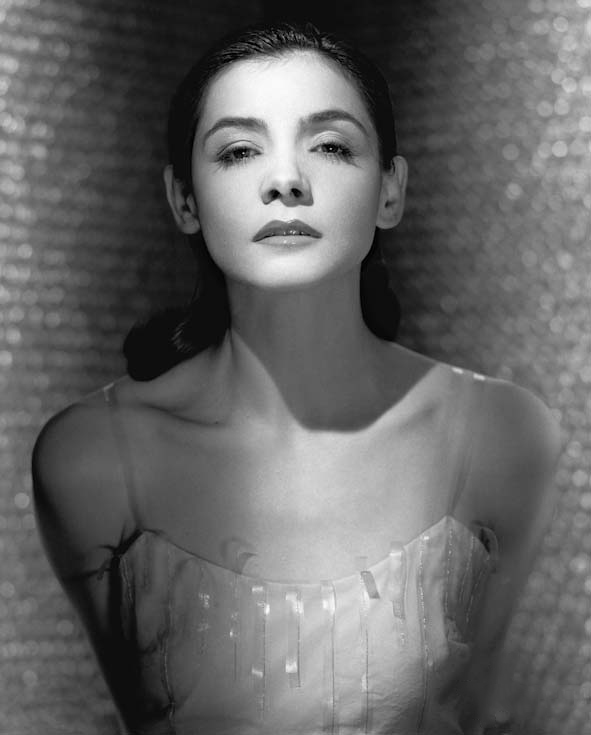
L'actrice photographiée par le studio Harcourt en 2000.

### Récompenses
- Prix du cinéma européen 1991 : Prix du cinéma européen de la meilleure actrice pour Le Petit Criminel
- Prix Suzanne-Bianchetti 1995 (jeune actrice la plus prometteuse) de la SACD pour Élisa
- Berlinale 1998 : Shooting Stars
- Prix Romy-Schneider 2000
- Festival du cinéma européen de Séville (es) 2015 : prix d'interprétation féminine  pour L'Ombre des femmes

### Nominations
- César 1991 : César du meilleur espoir féminin pour Le Petit Criminel
- César 1996 : César du meilleur espoir féminin et César de la meilleure actrice dans un second rôle pour Élisa
- Lumières 2016 : Lumière de la meilleure actrice pour L'Ombre des femmes

### Décorations
- Officier de l'ordre des Arts et des Lettres (2015)[14] ; chevalier (2007)[15]
- Dame Grand-Croix de l'Ordre du prince Danilo Ier
- Dame Grand-Croix de l'Ordre des Saints-Maurice-et-Lazare
- Dame de Grand-Croix d’honneur et de dévotion dans Ordre souverain militaire et hospitalier de Saint-Jean de Jérusalem, de Rhodes et de Malte[16].

### Jurée de festivals
- 2000 : membre du jury de la compétition lors du Festival du cinéma américain de Deauville, sous la présidence du réalisateur irlandais Neil Jordan
- 2007 : membre du jury de la Caméra d'or lors du Festival de Cannes, sous la présidence du réalisateur russe Pavel Lounguine
- 2012 : membre du jury de la compétition lors du Festival du cinéma américain de Deauville, sous la présidence de l'actrice et réalisatrice française Sandrine Bonnaire
- 2015 : membre du jury Concorse Cineasti del presente lors du Festival international du film de Locarno, sous la présidence du réalisateur brésilien Júlio Bressane
- 2016 : membre du jury long-métrage mexicain lors du Festival international du film de Morelia, avec Michel Ciment, Edouard Waintrop, Gregory Nava et Jay Weissberg
- 2017 : membre du jury du prix du meilleur premier film lors du Festival de Berlin, avec Jayro Bustamante et Mahmoud Sabbagh (en).
- 2017 : membre du jury long-métrage lors du 9e Festival de cinéma européen des Arcs, sous la présidence de Céline Sciamma.